# Towarzystwo Przyjaciół Nauk w Międzyrzecu Podlaskim
Towarzystwo Przyjaciół Nauk w Międzyrzecu Podlaskim (ang. Society of Friends of Science in Międzyrzec Podlaski) – organizacja pozarządowa założona w 1968 r. w Międzyrzecu Podlaskim, której celem jest prowadzenie badań naukowych we wszystkich kierunkach oraz popularyzowanie nauki na Podlasiu, wiedzy i kultury wśród najszerszych kręgów społeczeństwa, inicjowanie i koordynowanie badań naukowych oraz rozwój zaplecza badawczo-naukowego, a także prowadzenie specjalistycznych prac naukowo-badawczych na zlecenie Polskiej Akademii Nauk, Ministerstwa Kultury oraz organizowanie sesji i posiedzeń naukowych, działalność wydawnicza, tworzenie sekcji problemowych, utrwalanie w pamięci rocznic, zdarzeń i ludzi w szczególności związanych z Podlasiem, a w szczególności z Międzyrzecem Podlaskim.
Przewodniczącym TPNwMP przez wiele lat był dr Marian Kowalski. Obecnym prezesem jest Ryszard Turyk a wiceprezesami Szczepan Kalinowski i Roman Sidorowicz.
Towarzystwo jest m.in. wydawcą „Rocznika Międzyrzeckiego”. Obecnie liczy 415 członków (w tym 30 pracowników naukowych).